# Эгалитаризм
Эгалитари́зм (фр. égalitarisme от égalité «равенство») — концепция, в основе которой лежит идея, предполагающая создание общества с равными социальными и гражданскими правами всех членов этого общества, и, как идеал — равенство прав и возможностей. Противоположность элитаризма.
В социологии семьи эгалитаризм признаёт за супругами равные права в самореализации. Принципы эгалитаризма лежат в основе программ различных политических партий.

## История
Платон проповедовал политическое равенство мужчин и женщин, Аристотель — политическое равенство свободных граждан. Христианский эгалитаризм — равенство перед Богом всех людей (с разным пониманием слова «эгалитаризм»). Современное понимание термин приобрёл в XVII—XVIII веках во время революционных выступлений буржуазии, соединяясь с требованием свободы (фр. liberté) и братства (фр. fraternité): «Свобода, Равенство, Братство». Теоретико-философски был обоснован в трудах Гоббса, Локка, Руссо, Бабёфа и других мыслителей. Из этих учений возникли идеи демократии и гражданского общества.

## Эгалитаризм и другие идеологии

### Поддержка
Левые политические философии, например марксизм, допускают максимальное политическое и экономическое равенство людей. Карл Маркс утверждает, что, если перевести теорию катастрофного наступления социализма на язык социологии, изменение высоты и профиля экономической стратификации может быть практически безграничным. В то же самое время Маркс считал данную тенденцию лишь временной, которая после социального переворота должна вытесняться противоположной, направленной на уничтожение самой экономической стратификации. Это означает, что Маркс допускал возможность и необходимость «неограниченного изменения экономической формы социальной организации от чрезвычайно рельефного профиля до абсолютно „плоской“ формы общества экономического эгалитаризма».
В современных условиях — социал-демократы являются умеренными эгалитаристами, ищущими компромисс между равенством возможностей и равенством результатов, и выступают за сглаживание имущественных и доходных различий; основным инструментом они считают государственное регулирование (налоговая политика, дотации, социальные программы, которые можно объединить понятием государства благосостояния).

## Критика концепции

### Философские доводы
Не смотря на то, что Карл Маркс выступал за социальное равенство и справедливость, в Критике Готской программы он отмечал, что едва ли возможно создать «полное» равенство, поскольку введение равенства в одном, неизбежно будет порождать неравенство в другом. Маркс признавал абстрактность понятий «равенство» и «неравенство» и придерживался принципа «От каждого по способностям, каждому по потребностям». Эрих Фромм отмечает, что для Маркса истинное равенство — не механическое выравнивание, а преодоление отчуждения, позволяющие каждому развивать свои способности.
Курт Военнегут в сатире «Гаррисон Бержерон» изобразил общество, где талантливых людей намерено калечат ради равенства. Это метафора «тоталитарных» последствий эгалитаризма.